# Mélange d'Henderson
Le mélange d'Henderson est un mélange d'une base faible et de son acide conjugué. Il doit son nom à Lawrence Joseph Henderson.
Si on désigne par {\displaystyle C_{A}} et {\displaystyle C_{B}} les concentrations en acide et en base respectivement et {\displaystyle pK_{A}} la constante d'acidité du couple. Alors :
{\displaystyle pH=pK_{A}+{\rm {{log}{\frac {C_{B}}{C_{A}}}}}}
Cette équation n'est applicable que si les concentrations en H3O+ et HO− sont négligeables devant {\displaystyle C_{A}} et {\displaystyle C_{B}}.
Par extension, le mélange d'Henderson désigne aussi un mélange d'un oxydant et de son réducteur conjugué.